# Серзин, Семён Николаевич
Семён Никола́евич Серзин (род. 12 июня 1987, Мурманск) — российский киноактёр, режиссёр театра и кино. Срежиссировал фильмы «Человек из Подольска», «Похожий человек» и «Рыжий».

## Биография
Родился в Мурманске. В 2011 году окончил Санкт-Петербургскую государственную академию театрального искусства (мастерская В. М. Фильштинского). Главный режиссёр «Этюд-театра» с 2013 по 2015 год. Создатель независимого театрального объединения «Невидимый театр» (Санкт-Петербург).
Помимо режиссёрской деятельности, Семён Серзин занят в кино и преподаёт театральное искусство.
Спектакль Семёна Серзина «Башлачёв. Свердловск — Ленинград и назад» (по документальной пьесе Я. Пулинович, П. Бородиной) в 2014 году был номинирован на премию «Золотая маска», но был снят в связи со скандалом. Родственники Башлачёва выступили против спектакля.

## Личная жизнь
Старший брат актёра Евгения Серзина (род. 1990). С 2020 года женат на актрисе Таисии Вилковой, у пары есть дочь Серафима (род. 2020).

## Театральные постановки
Несуществующее театральное объединение «Fильшты-Kozлы», Санкт-Петербург
- «Стыдно быть несчастливым» А. Володина (2011)

«Этюд-театр», Санкт-Петербург
- «Потудань» А. Платонова (2011)
- «Демоны» Н. Ворожбит (2013)
- «ШКИД» Г. Белых, А. Пантелеева (2015)

Театр драмы имени Ф. Волкова, Ярославль
- «Вий» Н. Ворожбит (2012)
- «Север» В. Дурненкова (2013)
- «Ромео и Джульетта» У. Шекспира (2014)
- «Человек из Подольска» Д. Данилова (2019)

Театр драмы и комедии «Наш дом», Озёрск, Челябинская область
- «Дело» А. Сухово-Кобылина (2012)

Театр комедии имени Н. П. Акимова, Санкт-Петербург
- «Мечтатели» М. Фермо[фр.] (2012)

Академический Театр-Театр, «Сцена-молот», Пермь
- «У нас всё хорошо» Д. Масловской (2013)
- «БУНТ» А. Пушкина (2015)

«Боярские палаты» СТД РФ, Москва
- «Музей Достоевского» К. Фёдорова (2014)

Прокопьевский театр имени Ленинского комсомола, Прокопьевск
- «Это всё она» А. Иванова (2014)

Центр современной драматургии, Екатеринбург
- «СашБаш. Свердловск — Ленинград и назад» Я. Пулинович, П. Бородиной (2014)

ТЮЗ, Екатеринбург
- «Сиротливый запад» М. Макдонаха (2015)

ТЮЗ, Санкт-Петербург
- «Парень из прошлого» (2015)

ТЮЗ, Саратов
- «Четырнадцать плюс» А. Забегина, В. Антипова (2015)

«Приют комедианта», Санкт-Петербург
- «Смерть Тарелкина» А. Сухово-Кобылина (2016)
- «КИСА» по мотивам «Двенадцать стульев» И. Ильфа и Е. Петрова (2020)
- «Воскресение» по мотивам романа Л. Н. Толстого (2024)

«Невидимый театр», Санкт-Петербург
- «Любовь людей» Д. Богославского (2016)
- «Невидимая книга» С. Довлатова (2016)
- «Алинка. Deti ceti» Д. Масловской (2017)
- «Магазин» О. Жанайдарова (2018)
- «Как хорошо мы плохо жили» Б. Рыжего (2018)
- «Я шагаю по Москве» Г. Шпаликова (2019) совместно с Community stage[7]
- «Мама, мне оторвало руку» М. Конторович (2019)[8]
- «Общага на крови» по одноимённому роману А. Иванова (2021)
- «Я выбираю свободу» А. Галича (2022)
- «Друг мой» К. Стешика (2023)
- «Катапульта» Д. Богославского (2023)

Театральная платформа «В Центре», Ельцин-центр, Екатеринбург
- «Война, которой не было» по чеченским дневникам П. Жеребцовой (2017)[9]
- «Летели качели» К. Стешика (2018)

Творческая лаборатория «УГОЛ», Казань
- «Свидетели. Документальный спектакль» (2017)

Театр имени А. С. Пушкина, Москва
- «Гардения» Э. Хованец (2017)
- «С_училища» А. Иванова (2018)
- «Рок. Дневник Анны Франк» (2019)[10]

Театр «Мастеровые», Набережные Челны
- «Собачье сердце» М. Булгакова (2017)

«Пятый театр», Омск
- «Пьяные» И. Вырыпаева (2017)

Театр «Глобус», Новосибирск
- «Война» Ю. Поспелова (2019)

«Community stage», Москва
- «Затмение» Л. Стрижак (2019)[11]

«Teatrul Nottara, Teatrul clasic Ioan Slavici», Бухарест-Арад (Румыния)
- «Три сестры. Комедия» А. Чехова (2019)

Гоголь-центр, Москва
- «Красный крест» С. Филипенко (2020)[11]

Театр имени А. С. Пушкина, Псков
- «Свидетельские показания» Д. Данилова (2021)[11]

Театр «Красный факел», Новосибирск
- «Мещане» М. Горького (2023)[12]

Театр Наций, Москва
- «Отцы и дети» И.Тургенев (2024)

## Фильмография

### Актёр
- «Брат»
- «Проверка на дорогах»
- «21 грамм»
- «Ненависть»
- «Облако-рай»
- «Настя и Егор»
- «Здорово и вечно»
- «Игла»
- Трилогия «Остин Пауэрс»
- «Шапито-шоу»

- 2011 — Дорожный патруль-11 — Олег Яцковский
- 2012 — Люди там / Cilveki tur / Lyudi tam (Латвия) — Крекер
- 2013 — Как завести женщину (не завершён) — Петя
- 2014 — Лермонтов — Васильчиков
- 2018 — Лето — Николай Михайлов
- 2020 — Казанова — поэт в Ленинграде
- 2020 — Побочный эффект — Андрей
- 2021 — Алиби — Семён, сотрудник агентства «Алиби»
- 2021 — Петровы в гриппе — Сергей Петров
- 2022 — Время года зима — Стасик
- 2024 — Трасса — Андрей Тиль, руководитель поискового отряда
- 2024 — Эль Русо — Павел

### Режиссёр
- 2020 — Человек из Подольска
- 2022 — Похожий человек[14][15]
- 2024 — Рыжий[16]

## Клипы
- «Цветочки», группа «OQJAV» (2018)
- «Прости прощай», группа «OQJAV» (2022)

## Признание и награды
- 2019 — лауреат Фестиваля театров малых городов России в номинации «Лучший спектакль большой формы» (спектакль «Собачье сердце»)[17];
- 2019 — лауреат фестиваля «Уроки режиссуры» (спектакль «Человек из Подольска»)[источник не указан 549 дней];
- 2020 — лауреат кинофестиваля «Сталкер», гран-при (фильм «Человек из Подольска»)[источник не указан 549 дней];
- 2021 — лауреат фестиваля «Кино виват Россия» за лучшую режиссуру (фильм «Человек из Подольска»)[источник не указан 549 дней].

## Номинации
- 2014 — премия «Золотая маска» за спектакль «СашБаш. Свердловск-Ленинград и назад»[18]
- 2014 — премия «Прорыв» за спектакль «Демоны»
- 2018 — премия «Прорыв» за спектакль «Любовь людей»[19]
- 2020 — главный приз кинофестиваля «Кинотавр» за фильм «Человек из Подольска»
- 2021 — премия «Ника» (открытие года) за фильм «Человек из Подольска»
- 2021 — премия «Белый слон» (лучший дебют) за фильм «Человек из Подольска»